# 芬蘭頌
《芬蘭頌》，作品26（Finlandia, Op.26）乃是芬蘭作曲家西貝流士所創作的交響詩，全長約9分半鐘。1899年西貝流士完成第一個版本，以作為愛國戲劇《自古以來的景象》中的配樂。及後在1900年稍事修正，編成《芬蘭頌》。

## 創作背景與概要
1809年俄羅斯帝國擊敗瑞典帝國，瑞屬芬蘭變成了俄屬芬蘭。1899年，作者為了抗議俄羅斯帝國加強審查制度而寫成此曲。這首交響詩採用大量激昂憤概、氣勢磅礡的音樂，向芬蘭人民表達政局危機，企圖喚起大家的愛國之心。樂曲末段裡西貝流士卻選用較溫和的旋律，後來這段寧靜詳和的旋律被作者獨立抽出成另一首樂曲 《自由之詩》（Finlandia Hymn）。1941年芬蘭詩人維科·安特若·科斯肯涅米替《自由之詩》填入歌詞，成為芬蘭最重要的愛國樂曲之一。

## 其他
- 1967年成立的非洲國家比亞法拉，國祚雖短，但其曾以《芬蘭頌》为國歌，重新填詞后命名為《旭日東升的土地（Land of the Rising Sun）》。
- 美國小說家威廉·薩洛揚對《芬蘭頌》相當推崇，他曾形容自己首度聽到這首樂曲時「自椅子上跳起，將桌子推倒，敲下牆壁的部分泥塊，並且大喊：『天哪！這位作者是誰？』」[2]。1935年當他拜訪赫爾辛基時，曾與西貝流士會面。
- 芬蘭籍電影導演雷尼·哈林曾在1990年作品《終極警探2》裡採用一段《芬蘭頌》的曲調。
- 位於香港新界的荃灣官立中學，其校歌亦採用了一段《芬蘭頌》的曲調。
- 前述的《自由之詩》換上另一首歌詞後，也是基督教的聖詩《Be Still, My Soul》。

## 外部連結
- 西貝流士樂譜 （页面存档备份，存于）